# Sapienza (Tiziano)
La Sapienza, dipinto a olio su tela del 1560, è un'opera di Tiziano Vecellio, collocata nella Biblioteca nazionale Marciana di Venezia. Il dipinto «simbolo tematico dell'intero complesso della Libreria, vero e proprio tempio della Scienza umana» è inserito nel soffitto del vestibolo, all'interno di una prospettiva trompe-l'œil che crea l'illlusione di una loggia con colonne e balaustre opera dei fratelli bresciani Cristoforo e Stefano Rosa.